# Václav Vydra (Schauspieler, 1876)

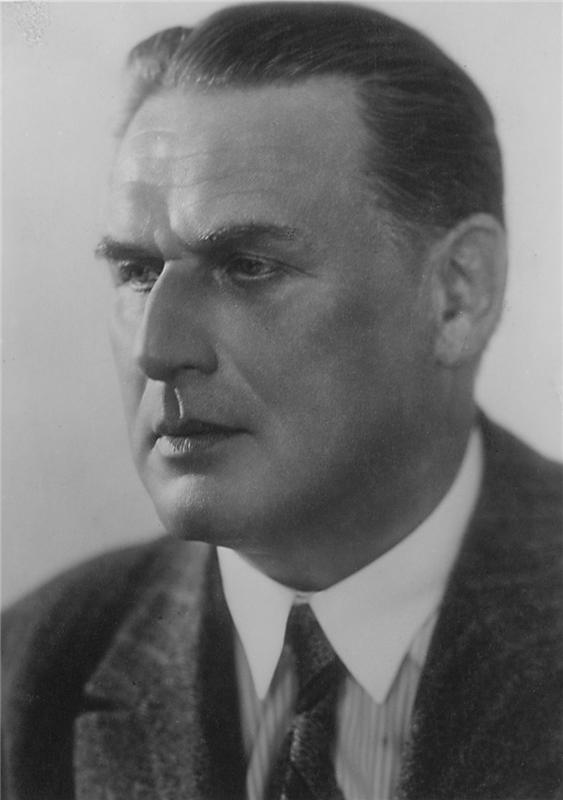
Václav Vydra

Václav Vydra (* 29. April 1876 in Pilsen; † 7. April 1953 in Prag) war ein tschechischer Schauspieler und Theaterregisseur.

## Leben
Václav Vydra wurde als Sohn eines Militärmusikers und Kapellmeisters in Pilsen geboren. Seine Kindheit verbrachte er teilweise in Linz und Wien. In seiner Geburtsstadt Pilsen besuchte er ein deutschsprachiges Gymnasium, welches er allerdings 1893 zu Gunsten eines Engagements beim Theater abbrach. Er verdiente sich in unterschiedlichen Theatergruppen und war von 1907 bis 1913 unter anderem auch als Theaterschauspieler in London tätig. Von 1913 bis 1922 war er als Schauspieler und Theaterregisseur am Divadlo na Vinohradech und von 1922 bis 1945 am Národní divadlo beschäftigt, wobei er anschließend diesem auch von 1945 bis 1949 als Direktor vorstand. Außerdem war er mehrfach für einige Zeit im Ausland beschäftigt, darunter 1922 und 1929 in Ljubljana, 1930 in Warschau und 1934 in Moskau.
Neben dem Theater war Vydra vereinzelt auch im Radio zu hören und spielte in über 30 tschechischen Spielfilmen mit, darunter Melodie des Lebens, Ein Rebell und kirz vor seinem Tod auch Der beste Mensch. Nachdem er sich seit den 1930er Jahren politisch links orientierte, trat er noch 1945 der Komunistická strana Československa bei.
Sein Sohn war der Schauspieler Václav Vydra (1902–1979) und sein Enkel ist der Schauspieler Václav Vydra (* 1956).

## Filmografie (Auswahl)
- 1930: Melodie des Lebens (Když struny lkají)
- 1937: Die weiße Krankheit (Bílá nemoc)
- 1952: Ein Rebell (Mikoláš Aleš)
- 1953: Junge Jahre (Mladá léta)
- 1953: Mond über dem Fluß (Měsíc nad řekou)
- 1954: Der beste Mensch (Nejlepší člověk)

## Werke
- Prosím o slovo (1940)
- Má pouť životem a uměním (1948)